# Erik Börjesson
Erik Oskar Börjesson (Jonsered, 1º dicembre 1888 – Partille, 17 luglio 1983) è stato un calciatore svedese, di ruolo attaccante.

## Carriera

### Nazionale
Prese parte con la sua Nazionale ai Giochi olimpici del 1912.

### Cronologia presenze e reti in Nazionale
| Cronologia completa delle presenze e delle reti in nazionale ― Svezia | Cronologia completa delle presenze e delle reti in nazionale ― Svezia | Cronologia completa delle presenze e delle reti in nazionale ― Svezia | Cronologia completa delle presenze e delle reti in nazionale ― Svezia | Cronologia completa delle presenze e delle reti in nazionale ― Svezia | Cronologia completa delle presenze e delle reti in nazionale ― Svezia | Cronologia completa delle presenze e delle reti in nazionale ― Svezia | Cronologia completa delle presenze e delle reti in nazionale ― Svezia |
| Data                                                                  | Città                                                                 | In casa                                                               | Risultato                                                             | Ospiti                                                                | Competizione                                                          | Reti                                                                  | Note                                                                  |
| --------------------------------------------------------------------- | --------------------------------------------------------------------- | --------------------------------------------------------------------- | --------------------------------------------------------------------- | --------------------------------------------------------------------- | --------------------------------------------------------------------- | --------------------------------------------------------------------- | --------------------------------------------------------------------- |
| 12-7-1908                                                             | Göteborg                                                              | Svezia                                                                | 11 – 3                                                                | Norvegia                                                              | Amichevole                                                            | 4                                                                     |                                                                       |
| 6-11-1909                                                             | Hull                                                                  | Inghilterra                                                           | 7 – 0                                                                 | Svezia                                                                | Amichevole                                                            | -                                                                     | L'Inghilterra giocava con la Nazionale dilettanti                     |
| 17-9-1911                                                             | Solna                                                                 | Svezia                                                                | 4 – 1                                                                 | Norvegia                                                              | Amichevole                                                            | 1                                                                     |                                                                       |
| 29-10-1911                                                            | Amburgo                                                               | Germania                                                              | 1 – 3                                                                 | Svezia                                                                | Amichevole                                                            | 2                                                                     |                                                                       |
| 20-6-1912                                                             | Göteborg                                                              | Svezia                                                                | 2 – 2                                                                 | Ungheria                                                              | Amichevole                                                            | -                                                                     |                                                                       |
| 29-6-1912                                                             | Stoccolma                                                             | Svezia                                                                | 3 – 4                                                                 | Paesi Bassi                                                           | Olimpiadi 1912 - Turno di qualificazione                              | 1                                                                     |                                                                       |
| 1-7-1912                                                              | Solna                                                                 | Svezia                                                                | 0 – 1                                                                 | Italia                                                                | Olimpiadi 1912 - Torneo di consolazione                               | -                                                                     |                                                                       |
| 25-5-1913                                                             | Copenaghen                                                            | Danimarca                                                             | 8 – 0                                                                 | Svezia                                                                | Amichevole                                                            | -                                                                     |                                                                       |
| 26-10-1913                                                            | Kristiania                                                            | Norvegia                                                              | 1 – 1                                                                 | Svezia                                                                | Amichevole                                                            | -                                                                     |                                                                       |
| 10-6-1914                                                             | Solna                                                                 | Svezia                                                                | 1 – 5                                                                 | Inghilterra                                                           | Amichevole                                                            | 1                                                                     | L'Inghilterra giocava con la Nazionale dilettanti                     |
| 21-6-1914                                                             | Solna                                                                 | Svezia                                                                | 1 – 1                                                                 | Ungheria                                                              | Amichevole                                                            | 1                                                                     |                                                                       |
| 6-6-1915                                                              | Copenaghen                                                            | Danimarca                                                             | 2 – 0                                                                 | Svezia                                                                | Amichevole                                                            | -                                                                     |                                                                       |
| 3-6-1917                                                              | Copenaghen                                                            | Danimarca                                                             | 1 – 1                                                                 | Svezia                                                                | Amichevole                                                            | 1                                                                     |                                                                       |
| 2-6-1918                                                              | Copenaghen                                                            | Danimarca                                                             | 3 – 0                                                                 | Svezia                                                                | Amichevole                                                            | -                                                                     |                                                                       |
| 15-9-1918                                                             | Kristiania                                                            | Norvegia                                                              | 2 – 1                                                                 | Svezia                                                                | Amichevole                                                            | 1                                                                     |                                                                       |
| 5-6-1919                                                              | Copenaghen                                                            | Danimarca                                                             | 3 – 0                                                                 | Svezia                                                                | Amichevole                                                            | -                                                                     |                                                                       |
| 9-7-1922                                                              | Stoccolma                                                             | Svezia                                                                | 1 – 1                                                                 | Ungheria                                                              | Amichevole                                                            | 1                                                                     |                                                                       |
| Totale                                                                |                                                                       | Presenze                                                              | 17                                                                    |                                                                       | Reti                                                                  | 13                                                                    |                                                                       |